# It Still Moves
| Совокупная оценка    | Совокупная оценка |
| Источник             | Оценка            |
| -------------------- | ----------------- |
| Metacritic           | 83/100            |
| Оценки критиков      |                   |
| Источник             | Оценка            |
| AllMusic             | [ 2 ]             |
| Blender              | [ 3 ]             |
| Entertainment Weekly | B−                |
| Mojo                 | [ 5 ]             |
| Pitchfork            | 8.3/10            |
| Q                    | [ 7 ]             |
| Rolling Stone        | [ 8 ]             |
| Spin                 | A−                |
| Uncut                | [ 10 ]            |
| The Village Voice    | C                 |

It Still Moves — третий студийный альбом американской рок-группы My Morning Jacket, изданный 9 сентября 2003 года на лейбле ATO.
В мае 2016 года диск был ремикширован и переиздан лейблом ATO Records.

## История
Альбом вышел 9 сентября 2003 года в США.
Альбом получил в целом положительные отзывы музыкальной критики и интернет-изданий.
Песня «Run Thru» была включена журналом Rolling Stone в его список «100 Greatest Guitar Songs».
К апрелю 2016 года тираж альбома составил 265,000 копий в США.

## Музыканты
My Morning Jacket
- Tom Blankenship — бас-гитара
- Carl Broemel — гитара, саксофон (на «Dondante»)
- Patrick Hallahan — ударные
- Jim James — вокал, лид-гитара, ритм-гитара
- Bo Koster — клавишные

## Список композиций
Слова и музыка всех песен — Jim James.
| №                   | Название                | Длительность |
| ------------------- | ----------------------- | ------------ |
| 1.                  | «Mahgeetah»             | 5:56         |
| 2.                  | «Dancefloors»           | 5:38         |
| 3.                  | «Golden»                | 4:39         |
| 4.                  | «Master Plan»           | 5:05         |
| 5.                  | «One Big Holiday»       | 5:21         |
| 6.                  | «I Will Sing You Songs» | 9:18         |
| 7.                  | «Easy Morning Rebel»    | 5:09         |
| 8.                  | «Run Thru»              | 5:45         |
| 9.                  | «Rollin Back»           | 7:50         |
| 10.                 | «Just One Thing»        | 3:13         |
| 11.                 | «Steam Engine»          | 7:26         |
| 12.                 | «One in the Same»       | 6:23         |
| Общая длительность: | Общая длительность:     | 71:48        |

## Чарты
| Чарт (2003)                      | Высшая позиция |
| -------------------------------- | -------------- |
| Великобритания (UK Albums Chart) | 62             |
| США (Billboard 200)              | 121            |
| Billboard Top Heatseekers 2004   | 2              |